# Чивилёв, Андрей Александрович
Андре́й Алекса́ндрович Чивилёв (род. 10 февраля 2000, Нижнекамск, Татарстан) — российский хоккеист, нападающий.

## Биография
Воспитанник нижнекамского «Нефтехимика». В сезонах 2017/18 — 2019/20 играл за команду МХЛ «Реактор». 8 января 202 года дебютировал в КХЛ в домашнем матче «Нефтехимика» против «Барыса» (1:5). Во второй половине октября 2020 года сыграл четыре матча за команду ВХЛ ЦСК ВВС Самара. 9 октября 2023 года был обменян в СКА. 19 июня 2024 был отдан в годичную аренду в «Витязь». 7 июля 2025 года СКА расторг контракт.